# Speyers stift
Speyers stift (latin: Dioecesis Spirensis, tyska: Bistum Speyer) är ett av tjugo katolska stift i Tyskland. Det tillhör Bambergs kyrkoprovins. Biskop är Karl-Heinz Wiesemann.